# Senac (Alts Pirineus)
Senac (en francès Sénac) és un municipi francès situat al departament dels Alts Pirineus i a la regió d'Occitània.

## Hidrografia
El Lanènos, afluent de l'Arròs, travessa les terres de la ciutat.

## Demografia
| 1962                                       | 1968 | 1975 | 1982 | 1990 | 1999 | 2007 |
| ------------------------------------------ | ---- | ---- | ---- | ---- | ---- | ---- |
| 152                                        | 155  | 158  | 171  | 205  | 215  | 249  |
| Des de 1962: població sense dobles comptes |      |      |      |      |      |      |

## Administració
| Període | Identitat          | Partit |
| ------- | ------------------ | ------ |
| 2001-   | Gilbert Villacampa | PS     |